# BLS RBDe 566 II
De RBDe 566 II oorspronkelijk RBDe 4/4 is een elektrisch treinstel bestemd voor het regionaal personenvervoer van de Regionalverkehr Mittelland (RM), sinds 2006 onderdeel van de BLS

## Geschiedenis
Het treinstel RABDe 4/4 werd gebouwd voor de EBT-groep. In 1991/92 werd de eerste klas verwijderd en van UIC nummers voorzien. Na fusie van de ETB-groep tot Regionalverkehr Mittelland (RM) werd deze treinen vernummerd om een sluitende reeks te krijgen. In 2006 werd deze serie treinen ondergebracht bij de BLS AG.

## Constructie en techniek
Het treinstel bestaande uit een motorwagen, een stuurstandrijtuig van hetzelfde model, aangevuld met een of meer tussenrijtuigen.
De treinen van de BLS groep zijn als volgt genummerd:
| serie                             | levering  | EBT     | VHB     | SMB     | nummers                                                                          | nummers na ombouw                   |
| --------------------------------- | --------- | ------- | ------- | ------- | -------------------------------------------------------------------------------- | ----------------------------------- |
| motorwagen RBDe 4/4 II            | 1984-1985 | 227-233 | 263-265 | 282-283 |                                                                                  |                                     |
| motorwagen RBDe 565 II            |           | 227-233 | 263-265 | 282-283 | 230-242 ex 230, 231, 232, 233, 227, 228, 229, 262-265, 282, 283 in deze volgorde | 94 85 7 566 230-242                 |
| stuurstandrijtuig Bt              |           | 327-333 | 362-365 | 382-383 |                                                                                  |                                     |
| stuurstandrijtuig ABt 50 38 39-33 |           | 927-933 | 962-965 | 982-983 | 930-942 ex 930, 931, 932, 933, 927, 928, 929, 962-965, 982, 983 in deze volgorde | 50 85 80-35 930-942                 |
| tussenrijtuig B                   |           | 511-514 | 560     | 585     |                                                                                  |                                     |
| tussenrijtuig B 50 38 20-34       |           | 511-514 | 560     | 585     |                                                                                  | 50 85 20-35 511-514, 519, 523       |
| tussenrijtuig B 50 38 20-34       |           | 515-518 | 561-563 | 586     |                                                                                  | 50 85 20-35 515-518, 520-522, 524   |
| tussenrijtuig B 50 38 20-34       |           |         |         |         |                                                                                  | B-Jumbo rijtuig 50 85 20-35 520-524 |
| stuurstandrijtuig ABt 50 38 39-33 | 1991-1992 | 934     |         |         | 990 (vanaf 12.98 Bt 20-33)                                                       | 50 85 80-35 943                     |

## Treindiensten
De treinen van de BLS worden voor het lokaal personenvervoer van de S-Bahn Bern en voor het regionaal personenvervoer in kanton Bern ingezet.